# Vergato
Vergato is een gemeente in de Italiaanse metropolitane stad Bologna (regio Emilia-Romagna) en telt 7352 inwoners (31-12-2004). De oppervlakte bedraagt 59,9 km², de bevolkingsdichtheid is 114 inwoners per km².

## Demografie
Vergato telt ongeveer 3212 huishoudens. Het aantal inwoners steeg in de periode 1991-2001 met 14,6% volgens cijfers uit de tienjaarlijkse volkstellingen van ISTAT.
| Jaar | Inwoneraantal |
| ---- | ------------- |
| 1991 | 5872          |
| 2001 | 6730          |

## Geografie
De gemeente ligt op ongeveer 193 meter boven zeeniveau.
Vergato grenst aan de volgende gemeenten: Castel d'Aiano, Gaggio Montano, Grizzana Morandi, Marzabotto, Valsamoggia en Zocca (MO).

## Geboren
- Alfonso Calzolari (1887-1983), wielrenner